# Kelly Massey
Kelly Massey (* 11. Januar 1985 in Coventry) ist eine britische Sprinterin, die sich auf den 400-Meter-Lauf spezialisiert hat und besonders mit der britischen 4-mal-400-Meter-Staffel erfolgreich ist.

## Sportliche Laufbahn
2007 nahm Kelly Massey an den Weltstudentenspielen in Bangkok teil, schied über 400 Meter im Halbfinale aus und gewann mit der britischen Staffel die Bronzemedaille. Bei den Commonwealth Games 2010 in Neu-Delhi erreichte sie über 400 m das Halbfinale und gewann mit der englischen Mannschaft Silber in der 4-mal-400-Meter-Staffel. 2011 gewann sie erneut die Bronzemedaille bei der Universiade im chinesischen Shenzhen und erreichte im Einzelbewerb erneut das Halbfinale.
Bei den Europameisterschaften 2012 in Helsinki schied sie über 400 m im Vorlauf aus und war im Vorlauf Teil der britischen Staffel, die im Finale den vierten Platz belegte. 2014 wurde sie bei den Commonwealth Games in Glasgow Siebte im Einzelbewerb und holte Bronze mit der englischen 4-mal-400-Meter-Stafette. Bei den Europameisterschaften in Zürich gewann sie mit der britischen 4-mal-400-Meter-Stafette ebenfalls Bronze. 2015 holte sie bei den Halleneuropameisterschaften in Prag mit der britischen Mannschaft Staffel-Silber. 2016 trug sie im Staffel-Vorlauf zur britischen Goldmedaille bei den Europameisterschaften in Amsterdam teil. Auch bei den Olympischen Spielen wurde sie im Vorlauf eingesetzt und im Finale konnte die britische Mannschaft die Bronzemedaille gewinnen. 2017 wurde sie mit der britischen Staffel Vierte bei den World Relays auf den Bahamas.
2010 wurde sie Englische Meisterin und 2014 Britische Meisterin.

## Persönliche Bestzeiten
- 400 m: 51,96 s, 24. August 2014, Birmingham
  - Halle: 52,95 s, 24. Januar 2015, Glasgow